# Don Rickles
Donald Jay Rickles (Queens, Nova Iorque, 8 de maio de 1926 - Beverly Hills, Califórnia, 6 de abril de 2017) foi um comediante e ator norte americano.
Convidado frequente do Tonight Show Starring Johnny Carson, Rickles atuava na comédia e no drama, mas era mais conhecido pela sua atuação no género da comédia de insulto.

## Biografia e vida profissional

### Primeiros anos de vida e carreira

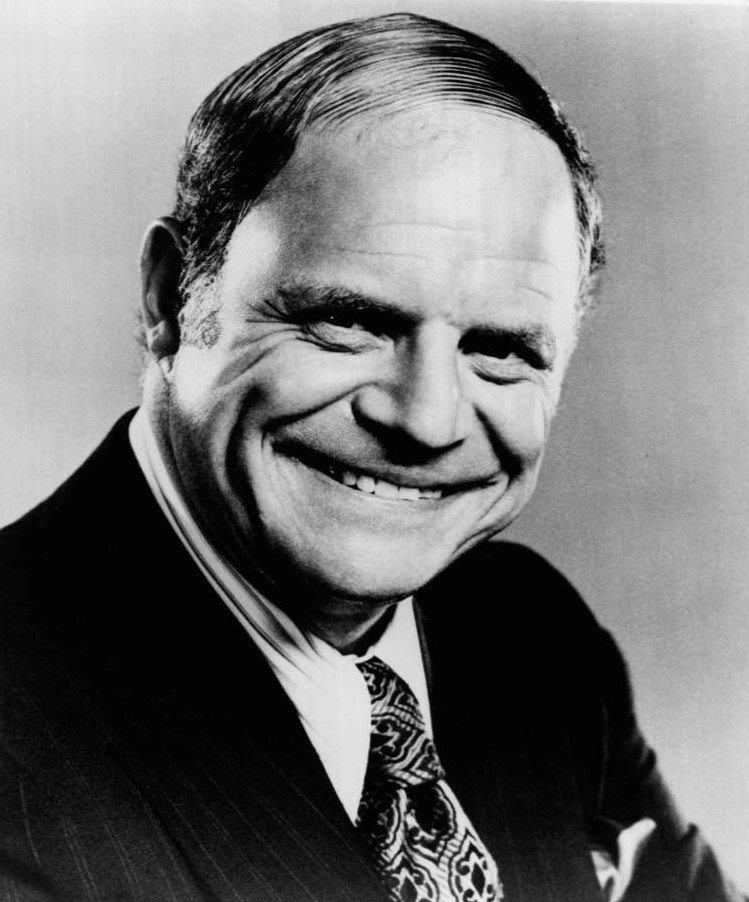
Rickles em 1973

Rickles nasceu em Nova Iorque. Cresceu na área de Jackson Heigths. Depois de concluir a graduação na Newtown High School, ele serviu a Marinha dos Estados Unidos na Segunda Guerra Mundial. Em 1948 estudou na Academia Americana de Artes Dramáticas e aparecia ocasionalmente em algumas cenas na televisão. Mais tarde começou a fazer stand up comedy. Ele tornou-se conhecido como comediante de insulto, ao responder ao comentário de um membro da plateia. Depois de ver que o público gostava mais dos seus insultos do que o material que ele trazia para o espectáculo, começou a inserir esse tipo de comédia no espectáculo.
Fez participações nos filmes Toy Story Toy Story 2 e Toy Story 3 e Toy Story 4  (audios gravados pelo ator em outros filmes) como Sr. Cabeça de batata, e fez dupla com Eric Idle no filme A Espada Mágica, onde deu a voz a Cornwall enquanto Idle dublou a personagem Devon.

## Morte
Rickles morreu em 6 de abril de 2017, aos 90 anos, de insuficiência renal.

## Homenagens
Possui uma estrela na Calçada da Fama
por sua contribuição á industria do entretenimento.